# Потражи Ванду Кос
Потражи Ванду Кос је југословенски драмски филм из 1957. године. Режирао га је Жика Митровић, а сценарио је написала Фрида Филиповић.

## Радња
Глумица Олга Бојанић долази у Сарајево како би сазнала нешто више о смрти свог брата. Једини извор који има је порука на комаду папира коју је добила од њега: „Потражи Ванду Кос”.

## Улоге
| Глумац              | Улога          |
| ------------------- | -------------- |
| Олга Спиридоновић   | Олга Бојанић   |
| Зоран Ристановић    | Лука Антић     |
| Бранко Ђорђевић     | Стари Кос      |
| Мерима Еминовић     | Ивка           |
| Невенка Микулић     | Ивкина баба    |
| Рахела Ферари       | Вандина мајка  |
| Јозо Лауренчић      | Расим          |
| Владимир Медар      | Самац          |
| Милан Срдоч         | рецепционер    |
| Виктор Старчић      | Професор Марић |
| Слободан Стојановић | лекар          |
| Жарко Митровић      |                |

Комплетна филмска екипа  ▼
| Редитељ                   | Живорад Жика Митровић   |                                              |
| Сценариста                | Фрида Филиповић         |                                              |
| Композитор                | Драгутин Савин          |                                              |
| Директор фотографије      | Драгољуб Караџиновић    | директор фотографије (као Драги Караџиновић) |
| Mонтажер                  | Милица Полићевић Јевтић |                                              |
| Сценограф                 | Милан Васић             |                                              |
| Уметнички директор        | Јован Радић             |                                              |
| Одсек за шминку           | Зорица Рандић           | шминкерка                                    |
| Менаџер продукције        | Божидар Митровић        | вођа снимања (као Б. Митровић)               |
| Менаџер продукције        | Душан Петровић          | директор филма                               |
| Помоћник режије           | Димитре Османли         | помоћник редитеља (као Д. Османли)           |
| Помоћник режије           | Светислав Павловић      | помоћник редитеља (као С. Павловић)          |
| Одсек за звук             | Драгољуб Гојковић       | тон мајстор (као Д. Гојковић)                |
| Одсек за камеру и расвету | Никола Ђоновић          | сниматељ (као Н. Ђоновић)                    |
| Одсек за камеру и расвету | Драги Марковић          | фотограф (као Д. Марковић)                   |
| Одсек за камеру и расвету | Арсеније Ровнар         | вођа расвете (као А. Ровнан)                 |
| Одсек за камеру и расвету | Витомир Величковић      | пратилац камере (као В. Величковић)          |
| Одсек за костим           | Борка Субарановић       | гардеробер                                   |
| Остала екипа              | Катица Бањанин          | секретар режије                              |